# Nymphon immane
Nymphon immane is een zeespin uit de familie Nymphonidae. De soort behoort tot het geslacht Nymphon. Nymphon immane werd in 1954 voor het eerst wetenschappelijk beschreven door Stock. 